# Bardo Pond
Bardo Pond è un gruppo rock statunitense di Filadelfia, formato nel 1989 dai fratelli Michael e John Gibbons, entrambi chitarristi. Il nome del gruppo venne dato nel 1991 dal chitarrista e bassista Clint Takeda, loro primo collaboratore, e deriva dal Libro tibetano dei morti.
I membri attuali della band sono, oltre ai tre sopramenzionati, Isobel Sollenberger (flauto e voce), Jason Kourkonis (percussioni) e Aaron Igler (sintetizzatore). Diversi brani portano chiari riferimenti all'uso di stupefacenti.

## Progetti collaterali e collaborazioni
I Bardo Pond sono autori di numerosi progetti e collaborazioni sotto altri nomi, con esiti apprezzati dalla critica.
- 500 mg è il progetto solista di Michael Gibbons
- Alasehir è un trio di rock psichedelico formato da Michael Gibbons, John Gibbons e Jason Kourkounis.
- Alumbrados produce folk psichedelico e drone music ed è composto dai fratelli Gibbons, Michael Zanghi e Aaron Igler.
- Prairie Dog Flesh è il nome sotto cui vengono pubblicati arrangiamenti improvvisati di brani dei Bardo Pond con Takeda come cantante.
- Hash Jar Tempo è una collaborazione tra Bardo Pond e Roy Montgomery, che grazie a due lunghissime sessioni improvvisate di registrazioni ha dato alla luce due album: Well Oiled (registrato nel 1995 e distribuito nel 1997) e Under Glass (registrato nel 1998 e distribuito nel 1999).[2]
- LSD Pond è frutto di una collaborazione tra Bardo Pond e il gruppo di rock psichedelico giapponese LSD March. L'album con il titolo omonimo venne pubblicato nel 2008 e contiene le registrazioni live di due jam session notturne.
- Third Troll presenta Michael, John Gibbons e la Sollenberger, cui si aggiungono Kevin Moist al sassofono e Aaron Igler al sintetizzatore.
- Baikal è un progetto sperimentale di improvvisazione libera che ha dato alla luce un album omonimo per la Important Records.
- Vapour Theories è il duo dei fratelli Gibbons, autore di Decant (autoprodotto) e Joint Chiefs (per The Lotus Sound).
- Jason Kourkounis ha partecipato come batterista numero 72 alla performance live 77 Boadrum, organizzata dai Boredoms e tenutasi il 7 luglio 2007 al Empire-Fulton Ferry State Park a New York.

## Discografia

### Album studio
- 1995 - Bufo Alvarius, Amen 29:15 (Drunken Fish Records)
- 1995 - Amanita (Matador Records)
- 1997 - Lapsed (Matador Records)
- 1999 - Set and Setting (Matador Records)
- 2001 - Dilate (Matador Records)
- 2003 - On the Ellipse (ATP Recordings)
- 2006 - Ticket Crystals (ATP Recordings)
- 2010 - Bardo Pond (album) (Fire Records)
- 2013 - Peace On Venus (Fire Records)
- 2014 - Refulgo (Three Lobed Recordings)
- 2017 - Under the Pines

### Compilation
- 1998 - A Tribute to Spacemen 3 (Rocketgirl)
- 2008 - Batholith (Three Lobed Recordings)
- 2009 - Peri (album) (Three Lobed Recordings)
- 2014 - Shone Like A Ton (Three Lobed Recordings)

### EP
- 1995 - Big Laughing Jym (Compulsiv Records)
- 2000 - Slab 10" (Three Lobed Recordings)
- 2001 - U.S. Tour, Spring 2001 assieme ai Mogwai (Matador Records)
- 2002 - Purposeful Availment (Three Lobed Recordings)
- 2002 - Tigris/Euphrates con i Subarachnoid Space (Camera Obscura)
- 2005 - Bog con Buck Paco (Black September Records)
- 2006 - Adrop (Three Lobed Recordings)
- 2012 - Yntra (Latitudes)
- 2013 - Rise Above It All (Fire Records)
- 2014 - Looking For Another Place (Fire Records)

### Altre opere
Nell'ottobre 2000 i Bardo Pond hanno autoprodotto il primo CD di una serie limitata di jam session riversate su CD, intitolata Volume. I brani sono improvvisati e sperimentali.
- 2001 - Vol. 1 (autoprodotto)
- 2001 - Vol. 2 (autoprodotto)
- 2002 - Vol. 3 (autoprodotto)
- 2002 - Vol. 4 (autoprodotto)
- 2004 - Vol. 5 (autoprodotto)
- 2005 - Vol. 6 (autoprodotto)
- 2005 - Selections, Vols. I-IV (ATP Recordings)
- 2009 - Vol. 7 (autoprodotto)